# Wywierzysko Bystrej

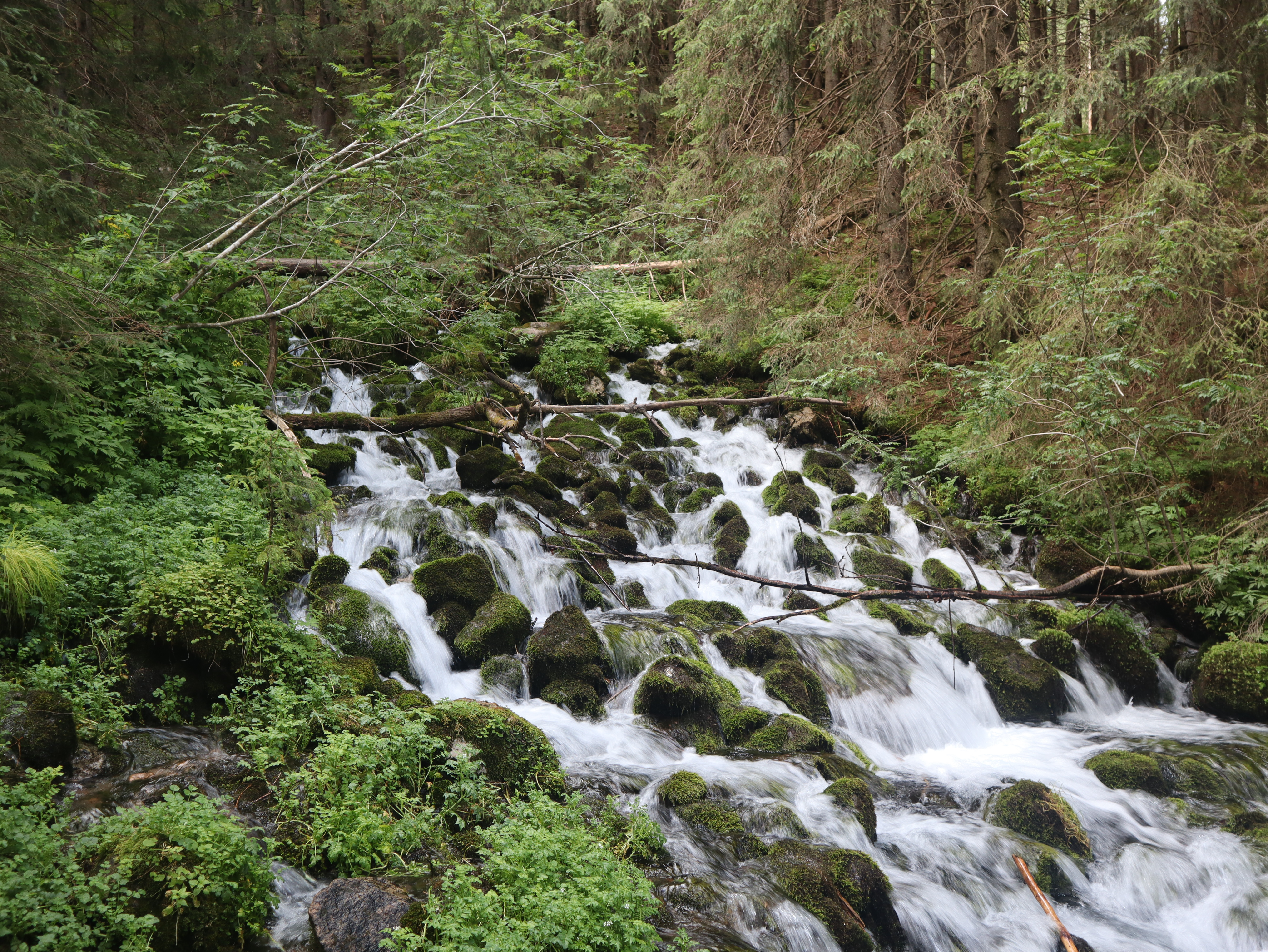
Wywierzysko Bystrej

Wywierzysko Bystrej, nazywane także Kalackim Wywierzyskiem – dwa duże i położone blisko siebie (50 m) wywierzyska, znajdujące się w Dolinie Bystrej w Tatrach Zachodnich.
Położone są na wysokości ok. 1175 i 1165 m n.p.m. na wschodnich zboczach Kalackiej Turni, tuż poniżej Kondrackich Rówienek. Woda wypływa poprzez jaskinię Dudnica z wapieni przysypanych morenowymi głazami. Wywierzyska te odwadniają głównie masyw Giewontu. Mają wydajność ok. 200 l/s, a wypływająca z nich woda ma prawie stałą przez cały rok temperaturę 4,1 °C. Zasila potok Bystra, płynący dnem Doliny Bystrej. Tuż poniżej wypływu z górnego wywierzyska dołącza koryto zazwyczaj suchego Kondratowego Potoku.
Wywierzyska Bystrej nie są dostępne dla turystów. Znajdują się w lesie, ok. 50 m poniżej niebieskiego szlaku turystycznego z Kuźnic przez Kalatówki na Doliną Kondratową. Można je jednak usłyszeć, są również widoczne zimą z nartostrady prowadzącej dnem Doliny Bystrej.
W bliskim sąsiedztwie wywierzyska Bystrej znajdują się resztki dawnej sztolni, w której wydobywano rudy żelaza, oraz Jaskinia Bystrej. Dawniej Wywierzysko Bystrej błędnie uważano za górny bieg rzeki Biały Dunajec, stąd też nazywano je źródłem Białego Dunajca.

## Koordynaty
- 49°15′17,5″N 19°58′05,4″E/49,254861 19,968167 – wywierzysko górne
- 49°15′19,1″N 19°58′06,5″E/49,255306 19,968472 – wywierzysko dolne